# Paul Eichholtz (Altphilologe)
Johann Paul Richard Werner Eichholtz (* 19. Dezember 1843 in Lauenburg in Pommern; † 12. Juni 1875 in Berlin) war ein deutscher Gymnasiallehrer und Altphilologe.
Paul Eichholtz besuchte das Gymnasium in Stolp. Ab 1862 studierte er in Bonn, Berlin und Halle und wurde 1867 in Halle promoviert. Von 1868 bis zu seinem durch einen Gehirnschlag verursachten frühen Tod lehrte er am Gymnasium zum Grauen Kloster in Berlin. 
Paul Eichholtz beschäftigte sich neben seiner Lehrtätigkeit vor allem mit den Balladen von Ludwig Uhland. Er war Mitherausgeber der gesammelten kleinen Schriften von August Boeckh.

## Veröffentlichungen (Auswahl)
- De scriptoribus peri eurēmatōn. Ploetz, Halle 1867 (= Dissertation).
- Uhlands schwäbische Balladen auf ihre Quellen zurückgeführt. Weber, Berlin 1873.
- Uhlands französische Balladen auf ihre Quellen zurückgeführt.  Weidmann, Berlin 1874.
- Quellenstudien zu Uhlands Balladen. Weidmann, Berlin 1879 (S. V Lebenslauf).
- mit Ferdinand Ascherson, Ernst Bratuscheck (Hrsg.): August Boeckh's gesammelte kleine Schriften. 7 Bände, Teubner, Leipzig 1858–1872.